# Tsjoejasteppe

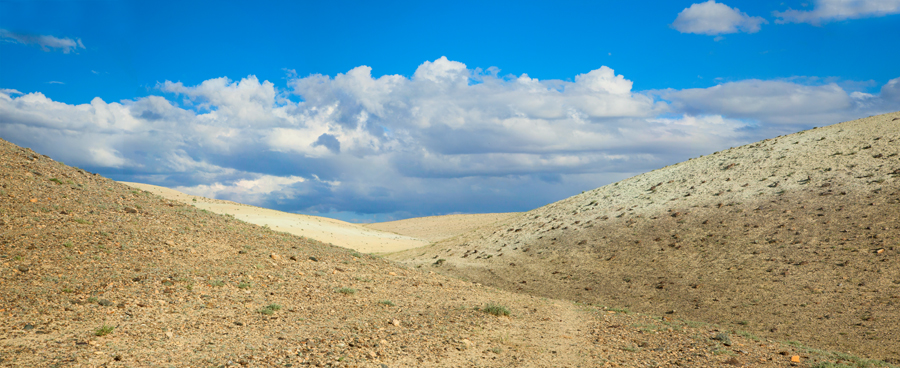
Tsjoejasteppe

De Tsjoejasteppe (Russisch: Чуйская степь; Tsjoejskaja step) is een groot intermontaan bekken in het zuidoosten van de Russische autonome deelrepubliek Altaj in de middenloop van de rivier de Tsjoeja (stroomgebied van de Katoen). Het laaglandgebied ligt tussen de Koerajrug in het noorden en de Zuidelijke Tsjoejarug in het zuiden. Het gebied spreidt zich uit over een lengte van 75 kilometer bij 10 tot 40 kilometer met een hoogte die varieert tussen de 1700 en de 1900 meter. Het bekken loopt langzaam op vanuit het westen naar het oosten; van ongeveer 1700 meter bij de monding van de Tsjagan-Oezoen naar 2100 meter bij de monding van de Joestyd en vanuit het centrale deel naar de randen toe. De Tsjoeja stroomt over het bekken en verdeeld het met haar zijrivieren (waarvan de grootste de Tsjagan-Oezoen, Jelagasj, Kakozek, Tarchata, Tsjagan-Boergazy, Oelandryk, Bar-Boergazy en de Kyzylsjin zijn), die vaak droog vallen op in delen.
Het bekken werd gevormd door glaciale, meer- en rivierafzettingen. Het bekken wordt gedomineerd door halfwoestijn, die voor extensieve veeteelt worden benut. Het bekken bestaat uit twee delen; een kleiner noordelijk deel, dat tegen de Koerajrug aanligt en een groter zuidelijk deel, dat aanschurkt tegen de Zuidelijke Tsjoejarug en de Sajljoegem.
Over de Tsjoejasteppe loopt de Tsjoejatrakt van Rusland naar Mongolië.